# Semnul Haosului
Semnul Haosului (1987) (titlu original Sign of Chaos) este un roman fantasy scris de Roger Zelazny, nominalizat la premiul Locus. Este al treilea roman din a doua serie a Cronicilor Amberului și a opta carte per total. Titlul este imaginea în oglindă a titlului celui de-al treilea roman al primei serii, Semnul unicornului.
Acțiunea cărții începe exact în locul în care s-a încheiat cea a volumului anterior, Sângele din Amber.

## Intriga
Merlin își dă seama că Țara Minunilor în care sunt captivi el și Luke este o halucinație indusă de LSD făcută reală de puterile lui Luke asupra umbrelor. După ce scapă de atacul unei creaturi feroce a Haosului, un Înger de Foc, cu ajutorul creaturii Jabberwock și a Sabiei Vorpal, Merlin îl tratează pe Luke și îl lasă se își revină din starea halucinatorie.
În continuare, îl caută pe fratele său vitreg, Mandor, care e de părere că persoana care îi vrea moartea lui Merlin nu este alta decât Jurt - fratele lor pe jumătate vitreg - care își simte amenințată poziția asupra tronului Haosului. Împreună cu Fiona, cei doi examinează o furtună din umbră, încercând să determine ce produce acest fenomen care se manifestă tot mai des.
Revenit în Amber, Merlin participă la primirea delegației din Begma, ajutând-o pe fiica ministrului acestei țări, Coral, să își afle adevărata descendență: tatăl ei nu este ministrul, ci fostul rege al Amberului, Oberon, iar descoperirea cestui lucru îi permite traversarea Modelului. Dobândind puterea de a pleca în orice umbră după dorință, Coral pleacă dar ulterior Merlin nu mai reușește să o aducă înapoi.
Între timp, Dalt atacă din nou Amberul, cum o făcuse și mai demult, dar este dispus să se retragă în cazul în care îi sunt predați Luke și mama sa, Jasra. Luke îl provoacă la luptă dreaptă și este înfrânt, devenind prizonierul lui Dalt, care își respectă cuvântul și se retrage. Împreună cu Mandor, Merlin descoperă cine este acea entitate care îi posedă pe cei apropiați lui, încercând mereu să îl protejeze și, alături de Jasra, pleacă în Ținutul celor Patru Lumi pentru a-i înfrunta pe Jurt și pe Mască. Acolo descoperă că Jurt s-a transformat parțial într-un Atu, iar Masca este în realitate fosta iubită a lui Merlin, Julia, pe care acesta o credea moartă.

## Aluzii culturale
Romanul începe în același cadru evocat și în volumul anterior, în care își fac apariția personaje din cărțile pentru copii ale lui Lewis Carroll Alice în Țara Minunilor și Prin oglindă: Pălărierul, Iepurele de Martie, PAsărea Dodo, LAcheul Broască, Omida, Pisica de Cheshire, Humpty Dumpty, Tweedledee și Twwdledum.
În timp ce se luptă cu Îngerul de Foc, Merlin străbate un câmp de flori al căror miros îl face să își piardă cunoștința, aluzie la povestea Vrăjitorul din Oz a lui L. Frank Baum.
În timp ce discută cu Nayda, Merlin face următoarea remarcă: "Mi-ar plăcea să întâlnesc persoana care a scris rapoartele. Trebuie că e un mare talent creator pe cale să se irosească într-un birou guvernamental." Zelazny a lucrat timp de câțiva ani într-un birou guvernamental al Protecției Sociale înainte de a demisiona și a deveni scriitor full-time.

## Lista personajelor
- Merlin (Merle) Corey - Duce al Granițelor de Vest și Conte de Kolvir, informatician talentat, fiu al prințului Corwin din Amber și a prințesei Dara din Haos
- Vialle - soția regelui amberit Random
- Jasra - regină a umbrei Kashfa și cuceritoare a Ținutului celor Patru Lumi, învinsă și împietrită de Mască
- Lucas (Luke) Raynard - prieten al lui Merlin, care se dovedește a fi Rinaldo, fiu al prințului Brand din Amber și al reginei Jasra
- Ty'iga - demon fără trup care posedă trupurile altora (cum sunt Doamna din Lac, Meg Devlan, George Hansen, Dan Martinez, Vinta Bayle, Nayda) pentru a se putea afla mereu în preajma lui Merlin
- Jurt - frate de mamă cu Merlin, care vrea să îl asasineze
- Mandor - frate vitreg al lui Merlin și Jurt
- Orkuz - prim-ministru în Begma
- Nayda - fiica lui Orkuz, posedată de ty-iga după moarte
- Coral - cealaltă fiică a lui Orkuz, al cărei tată adevărat se dovedește a fi fostul rege amberit Oberon
- Sharu Garrul - vrăjitor care a condus Ținutul celor Patru Lumi până la cucerirea acestuia de către Jasra
- Masca - vrăjitor malefic, care încearcă să își elimine toți colegii împietrindu-i și care se dovedește a fi fosta iubită a lui Merlin, Julia
- Dalt - conducător al unei rebeliuni împotriva prinților Amberului, învins în bătălia Kolvirului
- Flora - prințesă din Amber
- Fiona - prințesă din Amber
- Llewella - prințesă din Amber
- Random - rege al Amberului
- Martin - fiul regelui Random
- Gerard - prinț din Amber
- Bleys - prinț din Amber
- Benedict - prinț din Amber
- Julian - prinț din Amber
- Ghostwheel - inteligență artificială creată de Merlin
- Bill Roth - avocat, prieten bun cu Merlin